# Villereversure
Villereversure là một xã ở tỉnh Ain, vùng Auvergne-Rhône-Alpes thuộc miền đông nước Pháp.Số dân năm 2017 là 1.291 người